# Kristóf Milák
Kristóf Milák (* 20. Februar 2000 in Budapest) ist ein ungarischer Schwimmer. In seiner Paradedisziplin Schmetterling wurde er bei den Olympischen Sommerspielen 2020 in Tokio und bei den Olympischen Sommerspielen 2024 in Paris Olympiasieger. Zudem hält er seit Juli 2019 den Weltrekord über 200 Meter, den er im Juni 2022 nochmals deutlich verbesserte.

## Karriere
Milák begann mit dem Schwimmen im Alter von sechs Jahren in einem Verein in der Stadt Érd, im November 2018 wechselte er zu Honvéd Budapest. Seinen ersten internationalen Erfolg errang er bei den Europäischen Jugendmeisterschaften im Juli 2016 mit einem ersten Platz über 200 Meter Schmetterling, vom Wettbewerb 2017 brachte er drei Gold- und drei Silbermedaillen, 2018 viermal Gold und einmal Bronze nach Hause. Bei den Jugend-Weltmeisterschaften 2017 waren es ebenfalls viermal Gold und einmal Bronze, bei den Olympischen Jugend-Sommerspielen 2018 dreimal Gold und einmal Silber.
Miláks erster internationaler Auftritt im Seniorenbereich bei den Weltmeisterschaften 2017 endete mit einem zweiten Platz über 100 Meter Schmetterling, bei den Europameisterschaften 2018 war es in der gleichen Disziplin über 200 Meter die Goldmedaille und ebenso bei den Weltmeisterschaften 2019. Besondere Beachtung fand, dass er dabei den 2009 vom US-Amerikaner Michael Phelps aufgestellten Weltrekord um 78 Hundertstelsekunden unterbot.
Bei den Weltmeisterschaften 2022 in Budapest verbesserte Milák seinen Weltrekord über 200 Meter Schmetterling nochmals um 39 Hundertstelsekunden auf nun 1:50,34 Minuten und holte erneut Gold. Anderthalb Monate später erschwamm Milák bei den Europameisterschaften in Rom drei Goldmedaillen und zwei Silbermedaillen. Nachdem Milák 2023 nicht bei internationalen Meisterschaften angetreten war, kehrte er bei den Europameisterschaften im Juni 2024 in Belgrad zurück aufs Siegerpodest. Er gewann über 100 Meter und über 200 Meter Schmetterling. Bei den Olympischen Spielen in Paris siegte Milak über 100 Meter Schmetterling und wurde hinter Léon Marchand Zweiter über 200 Meter Schmetterling.